# 克萊本鎮區 (阿肯色州伊澤德縣)
克萊本鎮區（英語：Claiborne Township）是位於美國阿肯色州伊澤德縣的一個行政鎮區。

## 地方資料
克萊本鎮區的面積為61.09平方千米，當中陸地面積為60.33平方千米，而水域面積為0.76平方千米。根據2010年美國人口普查的數據，當地共有人口167人，而人口密度為每平方千米2.73人。